# Aloe tauri
Aloe tauri är en grästrädsväxtart som beskrevs av Leslie Larry Charles Leach. Aloe tauri ingår i släktet Aloe och familjen grästrädsväxter.
Artens utbredningsområde är Zimbabwe. Inga underarter finns listade i Catalogue of Life.

## Bildgalleri

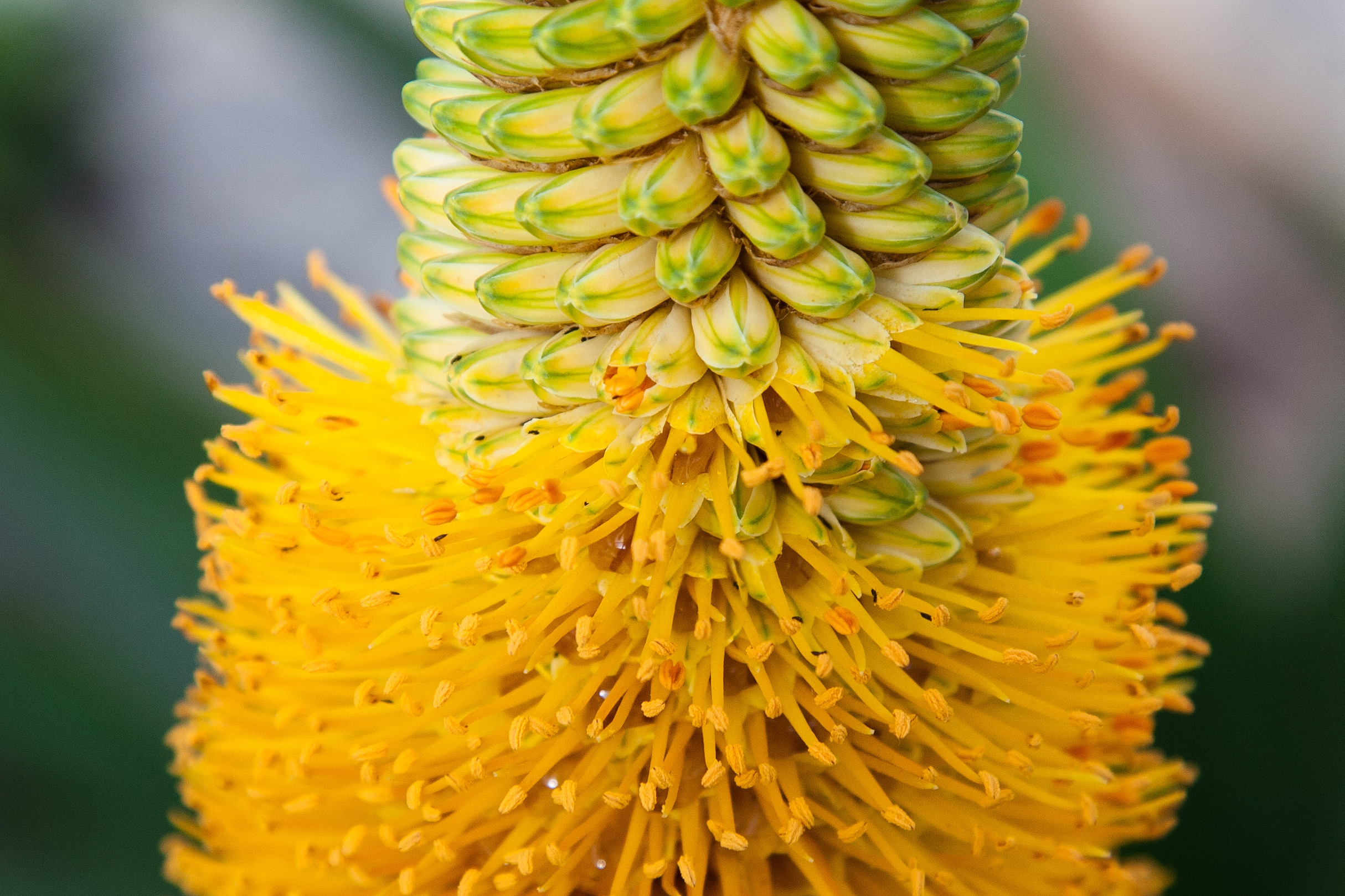
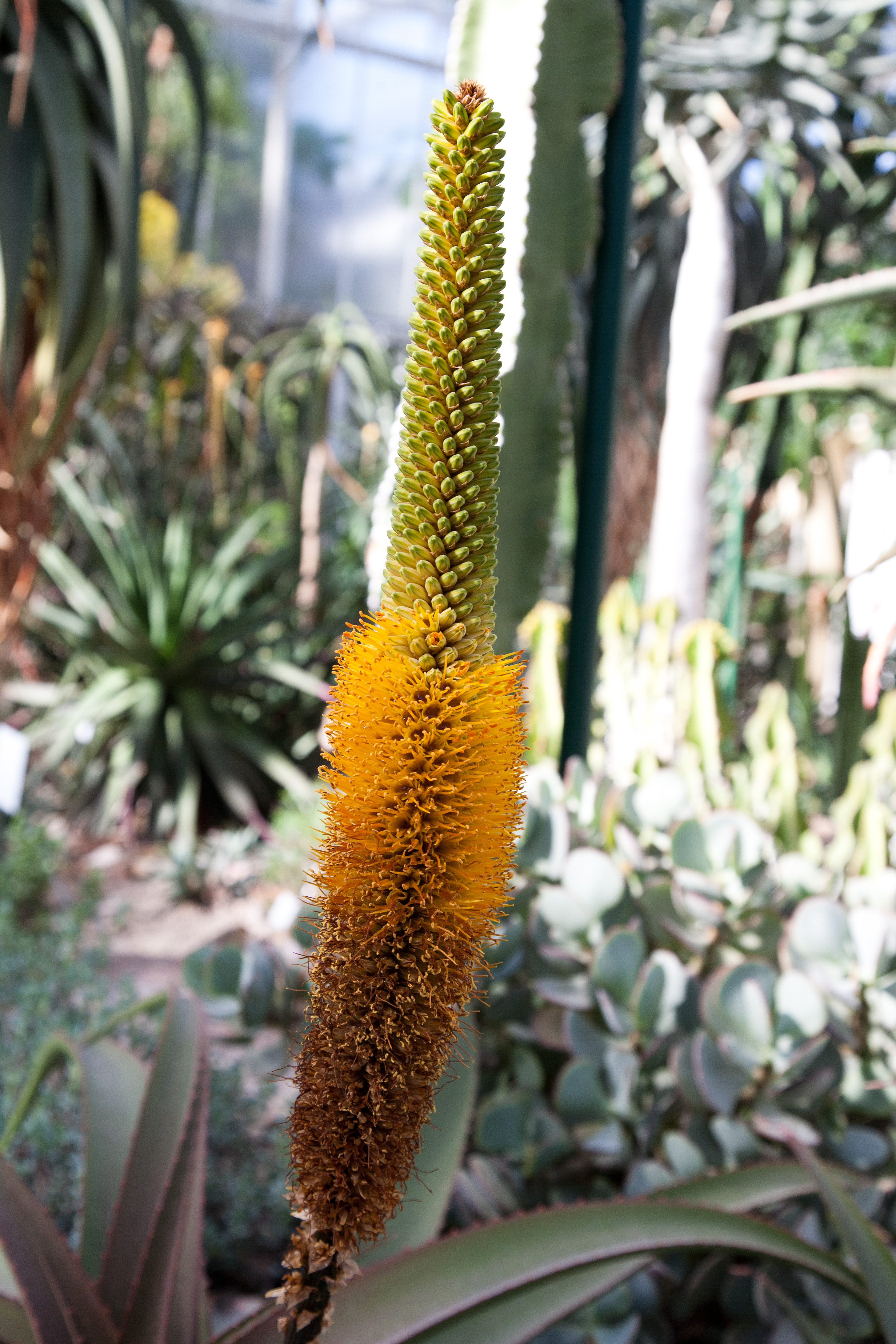
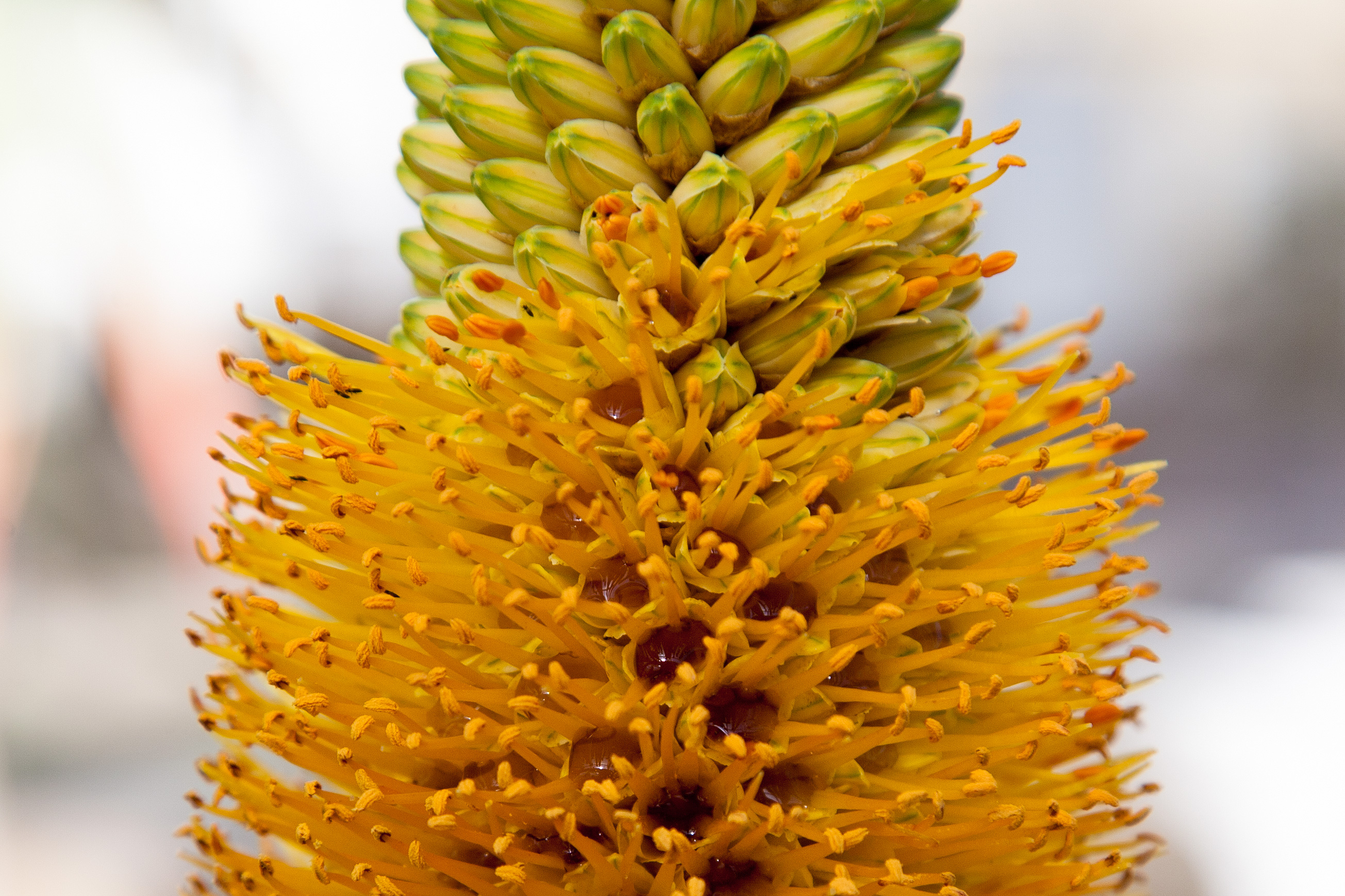